# Mon Mameh
Mon Mameh is een bestuurslaag in het regentschap Aceh Barat Daya van de provincie Atjeh, Indonesië. Mon Mameh telt 213 inwoners (volkstelling 2010).